# Cacharel Promes
Cacharel Promes (21 december 2005) is een voetbalspeelster uit Nederland. Ze speelt als aanvaller voor NAC Breda.

## Clubcarrière
Promes begon met voetballen bij de lokale amateurclub VV Kolping Boys. In 2019 maakte ze de overstap naar de jeugdacademie van VV Alkmaar. Op 15 juni 2022 werd bekend dat Promes Alkmaar verruilde voor de jeugdacademie van PSV.
Promes voegde zich op 23 april 2024 bij de selectie van het nieuw opgerichte NAC Breda. Op 7 september 2024 maakte Promes als aanvalster haar debuut voor NAC Breda in de Vrouwen Eerste divisie door in te vallen voor Shannon Tabi in de 56ste minuut in een thuiswedstrijd tegen Jong Feyenoord in het Rat Verlegh Stadion.

## Statistieken
| Seizoen | Club      | Land      | Competitie     | Wedstrijden | Doelpunten |
| ------- | --------- | --------- | -------------- | ----------- | ---------- |
| 2024/25 | NAC Breda | Nederland | Eerste divisie | 2           | 0          |
| Totaal  | Totaal    | Totaal    | Totaal         | 16          | 1          |

Laatste update: 24 maart 2025

## Interlandcarrière
Promes kwam in 2021 als jeugdinternational uit voor Nederland -17. Bij haar debuut voor Nederland -17 op 2 maart 2022, tegen de leeftijdsgenoten van Spanje, wist Promes gelijk tot scoren te komen.
1 De Haan ·
2 Heshof ·
3 Van den Burg ·
4 Verhoef ·
5 F. Mol ·
6 Heijblom ·
7 Promes ·
8 Aurélio ·
9 Franken ·
10 Laamouz ·
11 Schneijderberg ·
12 Nguyen ·
14 Hendriks ·
15 Fertoute ·
16 Oussoren ·
17 De Blij ·
18 Meerding ·
19 Tabi ·
19 Warps ·
20 Versluijs ·
21 Cober ·
22 L. Mol ·
23 Van der Meulen ·
24 Goutier ·
25 Yetim ·
26 Zieleman ·
Coach: Mank